# 1548
- Wikisource

| Calendário gregoriano                                                        | 1548 MDXLVIII                                         |
| Ab urbe condita                                                              | 2301                                                  |
| Calendário arménio                                                           | 997 – 998                                             |
| Calendário bahá'í                                                            | -296 – -295                                           |
| Calendário budista                                                           | 2092                                                  |
| Calendário chinês                                                            | 4244 – 4245 Início a 8 de fevereiro (aproximadamente) |
| Calendário copta                                                             | 1264 – 1265                                           |
| Calendário etíope                                                            | 1540 – 1541                                           |
| Calendários hindus - Vikram Samvat - Calendário nacional indiano - Cáli Iuga | 1603 – 1604 1469 – 1470 4648 – 4649                   |
| Calendário Holoceno                                                          | 11548                                                 |
| Calendário islâmico                                                          | 955 – 956                                             |
| Calendário judaico                                                           | 5308 – 5309                                           |
| Calendário persa                                                             | 926 – 927                                             |
| Calendário rúnico                                                            | 1798                                                  |
| Calendário solar tailandês                                                   | 2091                                                  |

1548 (MDXLVIII, na numeração romana) foi um ano bissexto do século XVI do Calendário Juliano, da Era de Cristo, e as suas letras dominicais foram  A e G (52 semanas), teve início a um domingo e terminou a uma segunda-feira.
| Ano completo                       |
| ---------------------------------- |
| Ano bissexto com início ao domingo |

## Eventos
- 12 de Janeiro - Confirmação da doação da ilha das Flores e da ilha do Corvo ao novo Capitão-donatário Pêro da Fonseca.
- 9 de Outubro - Desembarque em Goa do Padre António Gomes.
- 17 de dezembro - É elaborado o Regimento do Governador-Geral do Brasil
- Estada na ilha da Madeira do Bispo castelhano D. Sancho vindo de Canárias.
- Foi instalado o Governo-geral no Brasil Colonial.

## Nascimentos
- Janeiro
  - Giordano Bruno, filósofo e humanista italiano (m. 1600).
  - 5 de Janeiro - Francisco Suárez, jesuíta e teólogo espanhol (m. 1617).
  - 6 de Janeiro - Bartholomäus Schönebeck, industrialista e político alemão (m. 1605).
  - 6 de Janeiro - Francesco Panigarola, controversista italiano e bispo de Asti (m. 1594).
  - 6 de Janeiro - Johann Nopel, O Jovem, Bispo Auxiliar de Colônia (m. 1605).
  - 18 de Janeiro - Paul Mathesius, teólogo luterano alemão (m. 1584).
- Fevereiro
  - 9 de Fevereiro - Georg Strigenitz, pregador luterano alemão (m. 1603).
  - 15 de Fevereiro - Barnim X, Duque da Pomerânia, (m. 1603).
  - 28 de Fevereiro - Andrea van Nassau-Corroy, filha de Alexis van Nassau, Senhor de Corroy (c1506-1550) (m. 1622).
- Março
  - 3 de Março - Elisabeth von Württemberg, Duquesa de Württemberg (m. 1592).
  - 6 de Março - Elisabeth von Solms-Laubach, Condessa de Solms-Laubach (m. 1599).
  - 17 de Março - Honda Tadakatsu, 本多 忠勝, general japonês (m. 1610).
  - 18 de Março - Cornelis Ketel, poeta e pintor retratista holandês (m. 1616).
- Abril
  - 15 de Abril - Giammaria Cecchi, poeta e librettista italiano (m. 1587).
  - 15 de Abril - Pietro Antonio Cataldi, matemático italiano (m. 1626).
  - 21 de Abril - Theodorus Marcilius, Théodore Marcile, erudito, humanista e filólogo francês (m. 1617).
- Maio
  - 8 de Maio - Giacomo Boncompagni, Marquês de Vignola e duque de Sora (m. 1612).
  - 10 de Maio - Antonio Priuli, 94° Doge da República de Veneza (m. 1623).
  - 15 de Maio - Carel van Mander, O Velho, historiador, biógrafo, poeta e pintor flamengo (m. 1606).
  - 27 de Maio - Ture Nilsson Bielke, diplomata dinamarquês (m. 1600).
- Junho
  - 18 de Junho - Frances Cavendish, filha de William Cavendish (1504-1557) (m. 1632).
  - 23 de Junho - Joana de Hohenzollern, Johanna von Hohenzollern, filha de Carlos I de Hohenzollern (1516-1576) (m. 1604).
- Julho
  - 15 de Julho - Georg III. von Erbach, Conde de Erbach, filho de Eberhard XII. (1511-1564) (m. 1605).
  - 15 de Julho - Johann Jakob Rüeger, cronista alemão (m. 1606).
- Agosto
  - 1 de Agosto - Johann Ludwig Havenreuter, médico e filósofo alemão (m. 1618).
  - 10 de Agosto - Ana da Rússia (1548-1550), Ana Ivanovna, em russo, Анна Ивановна, filha de Ivan IV, O Terrível (m. 1550).
  - 10 de Agosto - Dethard Horst, jurista alemão e professor da Universidade de Marburgo (m. 1618).
  - 10 de Agosto - Joachim Baecx, teólogo e pregador alemão (m. 1619).
  - 15 de Agosto - Jacob Heilbrunner, teólogo luterano alemão (m. 1618).
  - 26 de Agosto - Bernardino Poccetti, pintor, impressor e aquafortista italiano (m. 1612).
- Setembro
  - 2 de Setembro - Vincenzo Scamozzi, arquiteto italiano (m. 1616).
  - 7 de Setembro - Filippo Boncompagni, cardeal italiano (m. 1586).
  - 25 de Setembro - Benedikt Wurzelbauer, escultor alemão (m. 1620).
  - 29 de Setembro - Guilherme V (Baviera), Duque da Baviera de 1579 até 1597 (m. 1626).
  - 29 de Setembro - Johannes Busereuth, jurista alemão (m. 1610).
- Novembro
  - André Guijon, bispo e orador francês (m. 1631).
  - 11 de Novembro - Martin Brenner, príncipe-bispo da Diocese de Seckau (m. 1616).
  - 14 de Novembro - Heinrich Stroband, bibliófilo, humanista e Burgomestre de Torún, na Polônia (m. 1609).
  - 27 de Novembro - Jacopo Mazzoni, filósofo e literato italiano (m. 1598).
- Dezembro
  - 14 de Dezembro - Fernando Ruiz de Castro, 6° Conde de Lemos, vicerrei do Reino de Nápolis (m. 1601).
  - 14 de Dezembro - Miklós Bogáti Fazekas, pastor e poeta húngaro e tradutor do Velho Testamento (m. entre 1598 e 1607).
  - 23 de Dezembro - Pieter Cornelisz van Bockenberg, sacerdote e historiador flamengo (m. 1617).
  - 30 de Dezembro - David Pareus, teólogo e reformador alemão (m. 1622).
- Datas Incompletas
  - Anthony Cope, teólogo e xerife de Oxford (m. 1614).
  - Bartolomeo Burchiellati, médico e humanista italiano (m. 1632).
  - Bernard Maciejowski, cardeal e primaz polonês (m. 1608).
  - Bianca Cappello, esposa de Francesco I de' Medici, Grão-Duque da Toscana (m. 1587).
  - Carlo Turco, poeta e filósofo italiano (m. 1575).
  - Catarina de Cleves, também conhecida como Catarina de Nevers, Duquesa de Guise (m. 1633).
  - David Werdmüller, editor e industrialista suíço (m. 1612).
  - Edward Manners, 3° Conde de Rutland (m. 1587).
  - Filippo Alberti, poeta italiano (m. 1612).
  - Francesco Andreini, ator italiano (m. 1624).
  - Francesco Soriano, compositor italiano (m. 1621).
  - Georg Mylius, teólogo luterano alemão e Professor de Teologia em Wittenberg e Jena (m. 1607).
  - Giovanni Evangelista Pallotta, Arcebispo de Cosenza e cardeal italiano (m. 1620).
  - Giovanni Sons, Jan Soens, pintor flamengo (m. 1611).
  - Giulio Polerio, enxadrista italiano (m. 1612).
  - Gonzalo Argote de Molina, antiquariano, bibliófilo, historiador e genealogista espanhol (m. 1596).
  - Hans Reiffenstuel, carpinteiro e arquiteto alemão (m. 1620).
  - Ippolito Andreasi, pintor italiano (m. 1608).
  - Jacopo Palma, o Jovem, também conhecido como Iacopo Negreti, pintor italiano (m. 1628).
  - Jacques Cahaignes, tradutor e escritor médico francês (m. 1612).
  - Jean Boucher, teólogo francês e reitor da Universidade de Paris (m. 1644).
  - Jean de la Ceppède, poeta e magistrado francês (m. 1623).
  - Jean de Macque, Giovanni de Macque, compositor franco-flamengo (m. 1614).
  - Jerzy Mniszech, Príncipe de Sandomierz, dramaturgo e filósofo polonês (m. 1613).
  - Juan Gines Pérez, compositor de motetos e de música sacra espanhol (m. 1612).
  - Luis Barahona de Soto, poeta espanhol (m. 1595).
  - Matthäus Scharschmid, pastor luterano e dramaturgo alemão (m. 1603).
  - Menahem Azariah da Fano, rabbino, talmudista e cabalista italiano (m. 1620).
  - Napoleone Comitoli, bispo católico italiano (m. 1624).
  - Nicolaus Höniger, sacerdote luterano e professor alemão (m. 1598).
  - Oda Nagamasu, daymio japonês (m. 1622).Pieter Witte (1548-1628), Lamentação de Cristo, c. 1585.

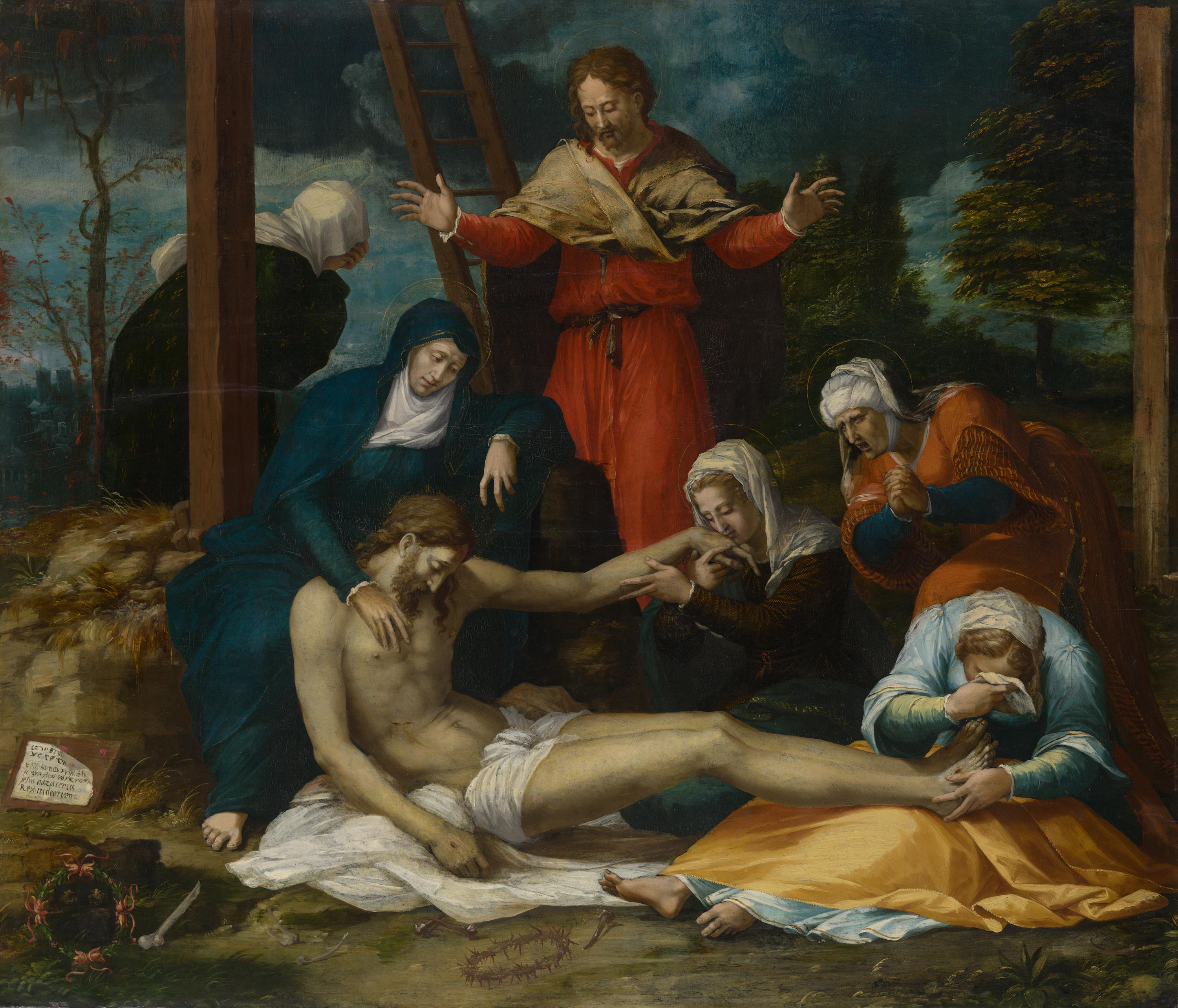
Pieter Witte (1548-1628), Lamentação de Cristo, c. 1585.

  - Pieter de Witte, Pedro Cândido, pintor flamengo (m. 1628).
  - Petrus Lucius, 'Pietro Lucio, humanista, teólogo, poeta e filósofo italiano (m. 1603).
  - Pietro Marone, pintor italiano (m. 1625).
  - Richard Verstegan, tradutor, publicista e antiquariano holandês de origem britânica (m. 1640).
  - Saitō Tatsuoki, 斎藤 龍興, daimyo japonês (m. 1573).
  - Sakakibara Yasumasa, 榊原康政, samurai e daimyo japonês (m. 1606).
  - Simon Stevin, engenheiro e físico flamengo (m. 1620).
  - Tomás Luís de Victoria, compositor espanhol (m. 1611).
  - William Stanley (1548-1630), comandante militar inglês a serviço do Duque de Alba, na Holanda (m. 1630).

## Mortes
- Janeiro
  - 9 de Janeiro - Matthias Zellius, reformador alemão e líder religioso (n. 1477).
  - 12 de Janeiro - Johan Weze, ou Johannes von Weeze, Arcebispo de Lund e Príncipe-bispo de Constança 1522-1523. (n. 1489).
  - 23 de Janeiro - Bernardo Pisano, compositor italiano (n. 1490).
- Fevereiro
  - 12 de Fevereiro - Hermann Bonnus, teólogo e reformador alemão (n. 1504).
  - 15 de Fevereiro - Gerrit Boels, pintor de vitrais flamengo.
  - 15 de Fevereiro - John Mason, compositor britânico (n. c1480).
  - 15 de Fevereiro - Matheo de Aranda, teórico musical português (n. c1495).
  - 24 de Fevereiro - Francesco Burlamacchi, Governador de Lucca, foi decapitado em Milão (n. 1498).
  - 26 de Fevereiro - Lorenzino de' Medici, político e dramaturgo italiano, assassino do Duque de Firenze, Alessandro de' Medici (1510-1537) (n. 1514).
- Março
  - 13 de Março - Sasbout Vosmeer, missionário holandês (n. 1614).
  - 23 de Março - Itagaki Nobukata, 板垣 信方, general e estrategista japonês (n. 1489).
  - 24 de Março - Gissur Einarsson, primeiro bispo luterano da Islândia (n. 1512).
  - 30 de Março - Agostino Trivulzio, cardeal italiano e legado papal (n. 1485).
- Abril
  - Guillaume Poyet, jurista e político francês (n. 1473).
  - 1 de Abril - Sigismundo I, o Velho, Rei da Polônia e Grão-Duque da Lituânia (n. 1467). Sigismundo I, o Velho (1467-1548)

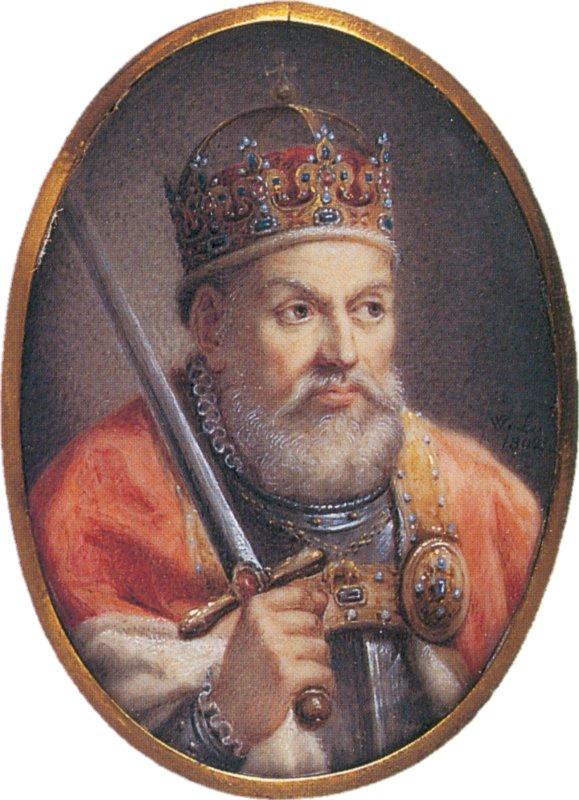
Sigismundo I, o Velho (1467-1548)

  - 2 de Abril - Johannes Langius, teólogo, humanista e reformador alemão (n. 1486).
  - 7 de Abril - Georg Sturz, médico alemão (n. 1490).
  - 10 de Abril - Peder Ebbesen Galt, Bispo de Århus (n. c1521).
  - 10 de Abril - Francisco de Carvajal, conquistador e explorador espanhol (n. 1464).
  - 10 de Abril - Giacomo Fogliano, compositor e organista italiano (n. 1468).
  - 10 de Abril - Gonzalo Pizarro, explorador espanhol e conquistador de Cuzco (n. 1502).
  - 13 de Abril - Maria de Paraclet-en-Champagne, abadessa francesa.
  - 15 de Abril - Nikolaus Briefer, humanista e historiador alemão (n. 1484).
  - 26 de Abril - Claude II de Rieux, Conde de Harcourt, e Conde de Aumale (n. 1530).
- Maio
  - 4 de Maio - Busso von Alvensleben, diplomata e Bispo de Havelberg, (n. 1468).
  - 9 de Maio - Augustin Schurffius, Augustin  Schurff, médico e físico alemão (n. 1495).
  - 30 de Maio - Juan Diego Cuauhtlatoatzin, santo católico mexicano (n. 1474).
- Junho
  - 3 de Junho - Juan de Zumárraga, bispo católico do México (n. 1468).
  - 6 de Junho - Juan de Castro, explorador português (n. 1500).
  - 8 de Junho - Adelberg Meyer zum Pfeil, Burgomestre de Basileia (n. 1474).
  - 9 de Junho - André de Gouveia, fundador do Colégio das Artes, em Coimbra, Portugal, e também reitor da Universidade de Paris (n. 1497).
  - 11 de Junho - Agostino Busti, escultor italiano (n. 1483).
  - 14 de Junho - Elzéar Genet Carpentras, compositor francês (n. c1470).
  - 18 de Junho - Pascual de Andagoya, condottiero espanhol (n. 1495).
  - 26 de Junho - Leonardo da Pistoia, Leonardo Grazia, pintor italiano (n. 1502).
- Julho
  - 4 de Julho - Philipp von Wittelsbach, Conde Palatino do Palatinato-Neuburg (n. 1503).
  - 11 de Julho - Berardino Elvino, bispo católico italiano (n. 1504).
  - 29 de Julho - Gabriele di Saluzzo, primeiro abade de Santa Maria de Staffarda e depois Marquês de Saluzzo (n. 1501).
- Agosto
  - 4 de Agosto - Salome von Hohenzollern, filha de Eitel Friedrich II, Conde de Hohenzollern (1452-1512) (n. 1488).
  - 6 de Agosto - Georg Rhau, livreiro e compositor alemão (n. 1488). Georg Rhau (1488-1548)
- Setembro

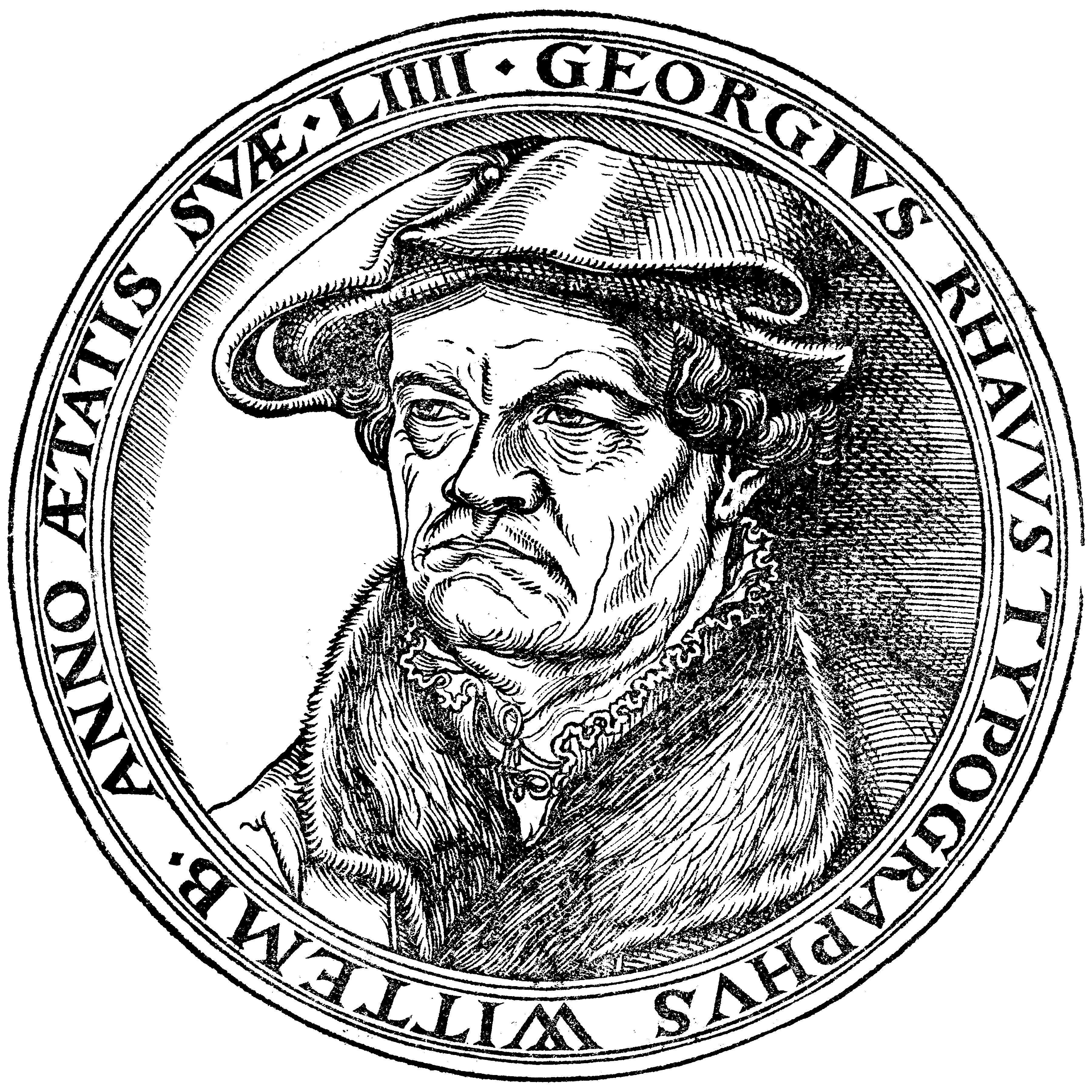
Georg Rhau (1488-1548)

  - 5 de Setembro - Catarina Parr, 6a e última mulher de Henrique VIII de Inglaterra (morreu de parto) (n. 1512).
  - 15 de Setembro - Johannes Langer, teólogo evangélico e reformador alemão (n. c1485).
  - 21 de Setembro - Gregorio Cortese, nome de batismo Giovanni Andrea Cortese, cardeal italiano (n. 1483).
  - 21 de Setembro - Heinrich Scherl, O Velho, (n. 1475).
  - 28 de Setembro - Katharina Weiß von Limburg, cronista alemã (n. c1460).
  - 29 de Setembro - Walther Hermann Ryff, Gvaltherivm Rivius, médico e cirurgião alemão (n. c1500).
- Outubro
  - Johann VIII, Conde de Salm (n. 1522).
  - 21 de Outubro - Xistus Theodoricus, Sixt Dietrich, compositor alemão (n. 1494).
  - 23 de Outubro - Konrad Mauser, jurista alemão (n. 1500).
  - 27 de Outubro - Johannes Dantiscus, Jan Dantyszek, poeta polonês e príncipe-bispo de Warmia (n. 1485). Joannes Dantiscus (1485-1548)
- Novembro

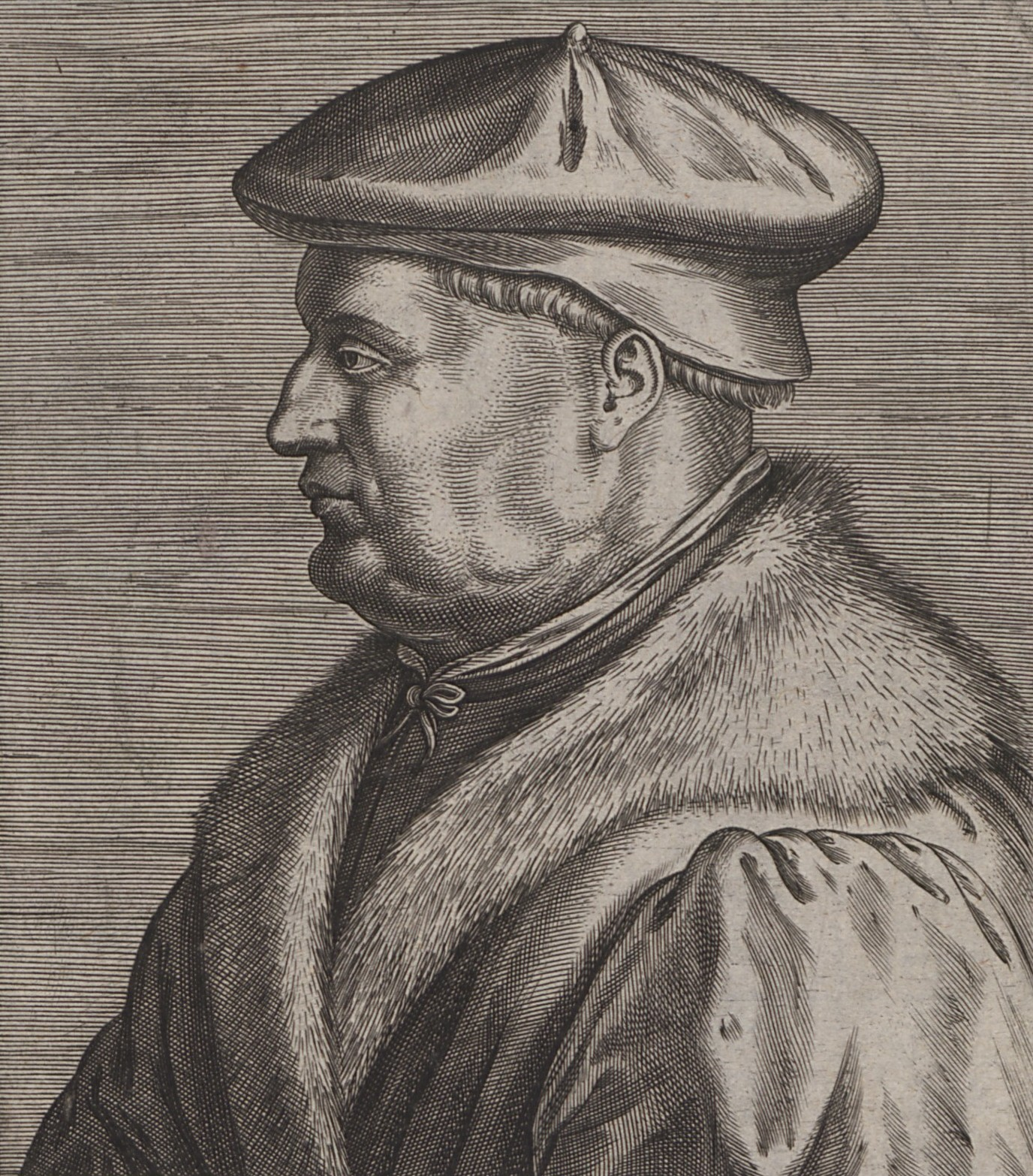
Joannes Dantiscus (1485-1548)

  - 4 de Novembro - Pedro Sánchez Ciruelo, matemático, filósofo e teórico musical espanhol (n. c1470).
  - 5 de Novembro - Anton II, Conde de Isenburg, (n. 1521).
  - 16 de Novembro - Caspar Cruciger, o Velho, teólogo e pregador alemão (n. 1504).
- Dezembro
  - 9 de Dezembro - Jorge Lomelino, construtor português do Convento de Nossa Senhora da Piedade de Santa Cruz, na Ilha da Madeira (n. 1480).
  - 24 de Dezembro - Maximilian van Egmont, Conde de Buren e de Leerdam (n. 1500).
  - 27 de Dezembro - Francesco Spiera, protestante e jurista italiano (n. 1502).
- Datas Incompletas
  - Agostino Falivene, Bispo da Ilha de Capri de 1528 a 1534.
  - Agostino Steuco, exegeta, filósofo e antiquariano italiano (n. 1497).
  - Cristoforo di Messisbugo, conde palatino e cozinheiro italiano.
  - Péter Perényi, guardião da Coroa e Príncipe da Transilvânia (n. 1502).
  - Scipione Roero, Bispo de Asti.
  - Stefano Colonna di Palestrina, militar e literato italiano (n. c1495).
  - Vincenzo Capirola, compositor e alaudista italiano (n. 1474).

## Por tema
- 1548 no Brasil